# 大レバノン

大レバノン国（1920年-1926年）
レバノン共和国（1926年-1943年）
État du Grand Liban（フランス語）
دولة لبنان الكبرى（アラビア語）
（1920 ‐ 1926）
République Libanaise（フランス語）
الجمهورية اللبنانية（アラビア語）
（1926 ‐ 1943）

国歌: النشيد الوطني اللبناني（アラビア語）
我等全ては我が国のため、我が栄光と国旗のため

フランス委任統治領シリアの中の大レバノン（緑）

大レバノン国（だいレバノンこく、アラビア語: دولة لبنان العظمى、フランス語: État du Grand Liban）は、かつて存在したフランスの委任統治領である。

## 歴史
第一次世界大戦後にオスマン帝国からフランスの委任統治下に移された領土である。
1926年に新憲法が成立し、国名がレバノン共和国（仏: République libanaise）となり、シャルル・ダッバスが初代大統領に選ばれた。
1943年にフランスから独立した。

着色範囲が大レバノン。黒点線がオスマン帝国の行政区画である山岳レバノン・ムタサッリファテ県。色分けは宗教分布を表す。

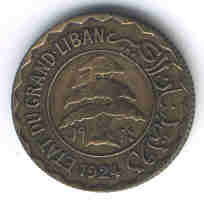
大レバノンの硬貨（1924年傾）